# Glucosinolat

Estructura del glucosinolat

Els glucosinolats són una classe de compostos orgànics que contenen sofre i nitrogen i deriven de la glucosa i un aminoàcid. Es presenten com metabòlit secundari en gairebé totes les plantes de l'ordre Brassicals (incloent la família Brassicaceae, Capparidaceae i Caricaceae), però també en el gènere Drypetes (dins la família Euphorbiaceae).

## Química
Els glucosinolats són solubles en els anions de l'aigua i pertanyen als glucòsids. Cada glucosinolat conté un àtom central de carboni que està enllaçat via un àtom de sofre a un grup tioglucosa (fent una ketoxima sulfatada) i via un àtom de nitrogen a un grup sulfat. A més l'atom de carboni central està unit a un grup lateral; diferents glucosinolats tenen diferents grups laterals i això és el responsable de la variació en l'activitat biològica d'aquests compostos de les plantes.

## Bioquímica
Uns 120 diferents glucosinolats se sap que es presenten de manera natural en les plantes. Se sintetitzen a partir de certs aminoàcids: Els anomenats glucosinolats alifàtics deriven principalment de la metionina, però també de l'alanina, leucina, isoleucina, o valina. Els glucosinolats aromàtic inclouen eks glucosinolats indòlics com la glucobrassicina, derivada del triptòfan i altres de la fenilalanina, l'homòleg homofenilalanina, i la sinalbina derivada de la tirosina.
Les plantes contenen l'enzim mirosinasa, el qual en presència d'aigua, allibereb el grup glucosa d'un glucosinolat. La molècula que resta ràpidament es converteix a un isotiocianat, un nitril, o un tiocianat; aquestes són substàncies actives que actuen com defensa de les plantes, Els glucosinalats també es diuen glucòsid d'oli de mostassa.

## Efectes biològics
S'han desenvolupat conreus que contenen quantitats molt petites de glucosinolats, (per exemple, la colza). El glucosinolat sinigrina, entre d'altres, són responsables de l'amargor de la coliflor i les cols de Brussel·les cuits.
D'altra banda plantes amb molt contingut de glucosinolats són d'interès per a ser usats com plaguicides naturals i per mitigar el càncer, amb sulforafan del bròquil.